# Seznam obcí Zemplínské župy
Toto je seznam obcí ležících na území slovenské části bývalé uherské Zemplínské župy. Obce jsou rozděleny podle současných okresů a uvedené pod současným jménem. 
Okres Humenné
- Města: Humenné
- Obce: Adidovce, Baškovce, Brekov, Brestov, Černín, Dedačov, Gruzovce, Hankovce, Hažín nad Cirochou, Hrabovec nad Laborcom, Hrubov, Hudcovce, Chlmec, Jabloň, Jankovce, Jasenov, Kamenica nad Cirochou, Kamienka, Karná, Dašice,  Košarovce, Koškovce, Lackovce, Lieskovec, Ľubiša, Lukačovce, Maškovce, Modra nad Cirochou, Myslina, Nechválova Polianka, Nižná Jablonka, Nižná Sitnica, Nižné Ladičkovce, Ohradzany, Pakostov, Papín, Porúbka, Prituľany, Ptičie, Rohožník, Rokytov pri Humennom, Rovné, Ruská Kajňa, Ruská Poruba, Slovenská Volová, Slovenské Krivé, Sopkovce, Topoľovka, Turcovce, Udavské, Valaškovce (vojenský obvod) (bez části Valaškovce-jih), Veľopolie, Víťazovce, Vyšná Jablonka, Vyšná Sitnica, Vyšné Ladičkovce, Vyšný Hrušov, Závada, Závadka, Zbudské Dlhé, Zubné

Okres Medzilaborce
- Města:Medzilaborce
- Obce: Brestov nad Laborcom, Čabalovce, Čabiny, Čertižné, Habura, Kalinov, Krásny Brod, Ňagov, Oľka, Oľšinkov, Palota, Radvaň nad Laborcom, Repejov, Rokytovce, Roškovce, Sukov, Svetlice, Valentovce, Volica, Výrava, Zbojné, Zbudská Belá

Okres Michalovce
- Města: Michalovce, Strážske
- Obce: Bánovce nad Ondavou, Bracovce, Budkovce, Drahňov, Dúbravka, Falkušovce, Hatalov, Horovce, Kačanov, Krásnovce, Lastomír, Laškovce, Lesné, Ložín, Malčice, Malé Raškovce, Markovce, Maťovské Vojkovce, Moravany, Nacina Ves, Oborín, Oreské, Petrikovce, Petrovce nad Laborcom, Pozdišovce, Pusté Čemerné, Rakovec nad Ondavou, Slavkovce, Sliepkovce, Staré, Suché, Šamudovce, Trhovište, Tušice, Tušická Nová Ves, Velké Raškovce, Voľa, Vrbnica, Zbudza, Zemplínske Kopčany, Žbince

Okres Snina
- Města: Snina
- Obce: Belá nad Cirochou, Brezovec, Čukalovce, Dlhé nad Cirochou, Dúbrava, Hostovice, Hrabová Roztoka, Jalová, Kalná Roztoka, Klenová, Kolbasov, Kolonica, Ladomirov, Michajlov, Nová Sedlica, Osadné, Parihuzovce, Pčoliné, Pichne, Príslop, Runina, Ruská Volová, Ruský Potok, Stakčín, Stakčínska Roztoka, Strihovce, Šmigovec, Topoľa, Ubľa, Ulič, Uličské Krivé, Zboj, Zemplínske Hámre

Okres Sobrance
- Obce: Inovce, Ruská Bystrá, Ruský Hrabovec

Okres Stropkov
- Města: Stropkov
- Obce: Baňa, Breznica, Breznička, Brusnica, Bukovce, Bystrá, Bžany, Havaj, Chotča, Jakušovce, Kolbovce, Korunková, Krišľovce, Kručov, Lomné, Makovce, Malá Poľana, Miková, Miňovce, Mrázovce, Nižná Olšava, Potôčky, Soľník, Staškovce, Šandal, Tokajík, Turany nad Ondavou, Varechovce, Veľkrop, Vladiča, Vojtovce, Vyšná Olšava, Vyšný Hrabovec

Okres Trebišov
- Města: Čierna nad Tisou, Kráľovský Chlmec, Sečovce, Trebišov
- Obce: Bačka, Bačkov, Bara, Biel, Boľ, Borša, Boťany, Brehov, Brezina, Byšta, Cejkov, Čeľovce, Čerhov, Černochov, Čierna, Dargov, Dobrá, Dvorianky, Egreš, Hraň, Hrčeľ, Hriadky, Kašov, Kazimír, Klin nad Bodrogom, Kožuchov, Kravany, Kuzmice, Kysta, Ladmovce, Lastovce, Leles, Luhyňa, Malá Tŕňa, Malé Ozorovce, Malé Trakany, Malý Horeš, Malý Kamenec, Michaľany,  Nižný Žipov, Novosad, Nový Ruskov, Parchovany, Plechotice, Poľany, Pribeník, Rad, Sirnik, Slivník, Slovenské Nové Mesto, Soľnička, Somotor, Stanča, Stankovce, Strážne, Streda nad Bodrogom, Svätá Mária, Svätuše, Svinice, Trnávka, Veľaty, Veľká Tŕňa, Veľké Ozorovce, Veľké Trakany, Veľký Horeš, Veľký Kamenec, Viničky, Višňov, Vojčice, Vojka, Zatín, Zbehňov, Zemplín, Zemplínska Nová Ves, Zemplínska Teplica, Zemplínske Hradište, Zemplínske Jastrabie, Zemplínsky Branč

Okres Vranov nad Topľou
- Města:Vranov nad Topľou
- Obce: Důlní, Benkovce, Cabov, Čaklov, Čičava, Černé nad Topľou, Ďapalovce, Davidov, Detrík, Dlhé Klčovo, Giglovce, Girovce, Hencovce, Hlinné, Holčíkovce, Jasenovce, Jastrabie nad Topľou, Juskova Voľa, Kamenná Poruba, Kladzany, Komárany, Kučín, Kvakovce, Majerovce, Malá Domaša, Merník, Michalok, Nižný Hrabovec, Nižný Hrušov, Nižný Kručov, Nová Kelča, Ondavské Matiašovce, Petkovce, Piskorovce, Poša, Rafajovce, Remeniny, Rudlov, Sačurov, Sečovská Polianka, Sedliská, Skrabské, Slovenská Kajňa, Sůl, Štefanovce, Tovarné, Tovarnianska Polianka, Vechec, Vyšný Kazimír, Vyšný Žipov, Zámutov, Zlatník, Žalobín

Zemplínská župa z let 1918–1923 zahrnovala i slovenskou část Užské župy, viz Seznam obcí Užské župy.